# Circolo Pattinatori Grosseto 1971
Questa voce raccoglie le informazioni riguardanti il Circolo Pattinatori Grosseto nelle competizioni ufficiali della stagione 1971.

## Maglie e sponsor
Lo sponsor ufficiale per la stagione 1971 fu la Mabro Confezioni.
| 1ª divisa |